# Rørdal Kirke
Rørdal Kirke er beliggende på Sølystvej i Rørdal, Rørdal Sogn ved Aalborg. Den er tegnet af arkitekt Ulrik Plesner og opført af entreprenørfirmaet Danalith. Byggeriet startede i 1929, og kirken blev indviet d. 18. december 1930.
Kirken er opført i røde mursten med sort tegltag.

## Eksterne kilder og henvisninger
- Rørdal Kirke hos KortTilKirken.dk